# Egle Vannucchi Leme
Egle Vannucchi Leme (1926 - 2019, em Sorocaba). Foi uma das fundadoras do Comitê Brasileiro de Anistia (CBA), na cidade de Sorocaba (SP), em 1978. Lutou pela memória, verdade e justiça durante a ditadura militar desde o desaparecimento e morte de seu filho primogênito Alexandre Vannucchi Leme.

## Peregrinação
Egle começou uma busca pela verdade sobre a morte do filho ao lado de seu esposo, José de Oliveira Leme, em 20 de março de 1973, após um telefonema anônimo avisando apenas que Alexandre, estudante de geologia da USP, tinha sido preso. De acordo com historiadores e jornalistas, foram forjadas versões desencontradas para justificar sua morte: primeiro uma suposta tentativa de suicídio, depois, atropelamento por um caminhão após tentativa de fuga.
A procura pelo corpo de Alexandre durou dez anos, quando a família finalmente conseguiu localizar seus restos mortais em uma sepultura individual no Cemitério Dom Bosco, em Perus, São Paulo. Mesmo cemitério onde posteriormente foi encontrada uma vala clandestina com mais de mil corpos, que ficou conhecida como Vala de Perus.
Além de Alexandre, Egle e seu José tiveram os filhos Maria Regina, Maria Cristina, Miriam, José Augusto e Beatriz.